# Clonaria nubilipes
Clonaria nubilipes är en insektsart som först beskrevs av Sjöstedt 1924.  Clonaria nubilipes ingår i släktet Clonaria och familjen Diapheromeridae. Inga underarter finns listade i Catalogue of Life.